# مولیندون
مولیندون، که با نام تجاری Moban فروخته می‌شود، یک داروی ضدروان‌پریشی است که در ایالات متحده برای درمان اسکیزوفرنی استفاده می‌شود. این دارو با مسدود کردن اثرات دوپامین در مغز عمل می‌کند و منجر به کاهش علائم روان پریشی می‌شود. در صورت مصرف خوراکی به سرعت جذب می‌شود.
گاهی به عنوان یک داروی ضدروان‌پریشی آتیپیک، و گاهی به عنوان یک ضدروان‌پریشی تیپیکال توصیف می‌شود.

### سنتز

سنتز مولیندون: SCHOEN KARL, J PACHTER IRWIN ;(1965 به Endo Lab).